# Club de Gimnasia y Esgrima La Plata
Club de Gimnasia y Esgrima La Plata, bildad 3 juni 1887, är en idrottsklubb i staden La Plata i Argentina. Namnet “Gimnasia y Esgrima” betyder “Gymnastik och fäktning” på spanska, eftersom historiskt dessa var de första aktiviteterna som man praktiserade i klubben; vanligen är det förkortat till blott “Gimnasia”. Gimnasia är berömd i Argentina för sitt mycket populära professionella fotbollslag; faktiskt den äldsta fotbollsklubben i hela Amerika.

## Fotboll
I elitserien vann Gimnasia 1929 argentinska mästerskapet samt 1993 Centenario-cupen, en viktig turnering mellan alla elitklubbarna som hyllade Argentinas Fotbollsförbunds (Asociación del Fútbol Argentino) hundraårsjubileum. Gimnasia nådde också andraplatsen (”silvermedaljer”) 1995, 1996, 1998, 2002, och 2005. På grund av dessa prestationer, kunde klubben äntligen spela i Copa Libertadores de América för första gången år 2003 och återigen 2007.
Sedan 1960-talet kallas Gimnasia i Argentina för ”El Lobo” (Vargen) efter sagan Rödluvan och vargen därför att deras vackra gamla stadium ligger gömd i mitten av ”El Bosque” (Skogen), som är La Platas största park. Flera idrottsklubbar i Argentina som också heter ”Gimnasia y Esgrima” har tagit smeknamnet Vargen, efter La Platas fotbollsklubb.
Diego Maradona var klubbens tränare från 5 september 2019 och fram till hans död 25 november 2020.

## Basket
Klubbens  basketlag var framgångsrikt under 1970-talet och 1980-talet. 

## Volleyboll
Klubbens damlag kallas Las Lobas och har blivit argentinska mästare fyra gånger (1999–00, 2000–01, 2002–03 och 2017). Laget är unikt i argentinsk volleyboll i att de var med och grundade förbundet (Federación de Voleibol y Pelota al Cesto) och har hållit elitklass hela tiden sedan dess. 